# Darío I
Darío I (en persa antiguo: Dārayawuš, "aquel que apoya firmemente el Bien"; en persa moderno: داریوش Dâriûsh; en griego clásico; Δαρεῖος Dareîos) (549-486 a. C.) fue el tercer rey de la dinastía aqueménida de Persia desde el año 521 al 486 a. C. Heredó el Imperio persa en su cenit, incluidos los territorios iranios, Elam, Mesopotamia, Siria, Egipto, el norte de la India y las colonias griegas de Asia Menor. Según algunos autores, el declive del Imperio persa comenzaría con el reinado de su hijo, Jerjes I.
Según el relato tradicional, basado en el historiador griego Heródoto, Darío ascendió al trono tras asesinar al usurpador Gaumata, o falso Esmerdis, con la ayuda de otros seis aristócratas persas, siendo coronado a la mañana siguiente. La inscripción de Behistún, mandada a realizar por Darío, confirma su participación en la captura y muerte del usurpador, un miembro de la tribu de los magos, de origen medo según ambas fuentes, pero no coincide completamente con el relato griego. El nuevo soberano tuvo que hacer frente a numerosas revueltas desde el comienzo su reinado, sofocándolas con la ayuda de la nobleza aqueménida. También, amplió las fronteras del imperio conquistando Tracia y Macedonia, e invadiendo las tierras de los saces, una tribu escita que había luchado con los medos y eran considerados responsables de la muerte de Ciro II el Grande. Dirigió asimismo una expedición punitiva contra Atenas por la ayuda brindada por esta a los griegos de Asia Menor durante la revuelta jónica.
Entre sus logros se destaca la reforma administrativa y financiera del Estado; dividió el territorio conquistado en satrapías, asignando su gestión a un poderoso gobernador, con amplios poderes, el sátrapa. Implantó un sistema monetario unificado, organizó los códigos legales tradicionales de Egipto, por lo que Diodoro Sículo le llamó "el último legislador de Egipto" e hizo del arameo el idioma administrativo de las regiones occidentales del imperio. También impulsó proyectos de construcción, en especial en Susa, Pasargada, Persépolis, Babilonia y Egipto. Entre los documentos primarios de su reinado se destaca la ya mencionada inscripción de Behistún, una autobiografía de gran valor para la historia y para el desciframiento de la escritura cuneiforme.

## Alto gobierno

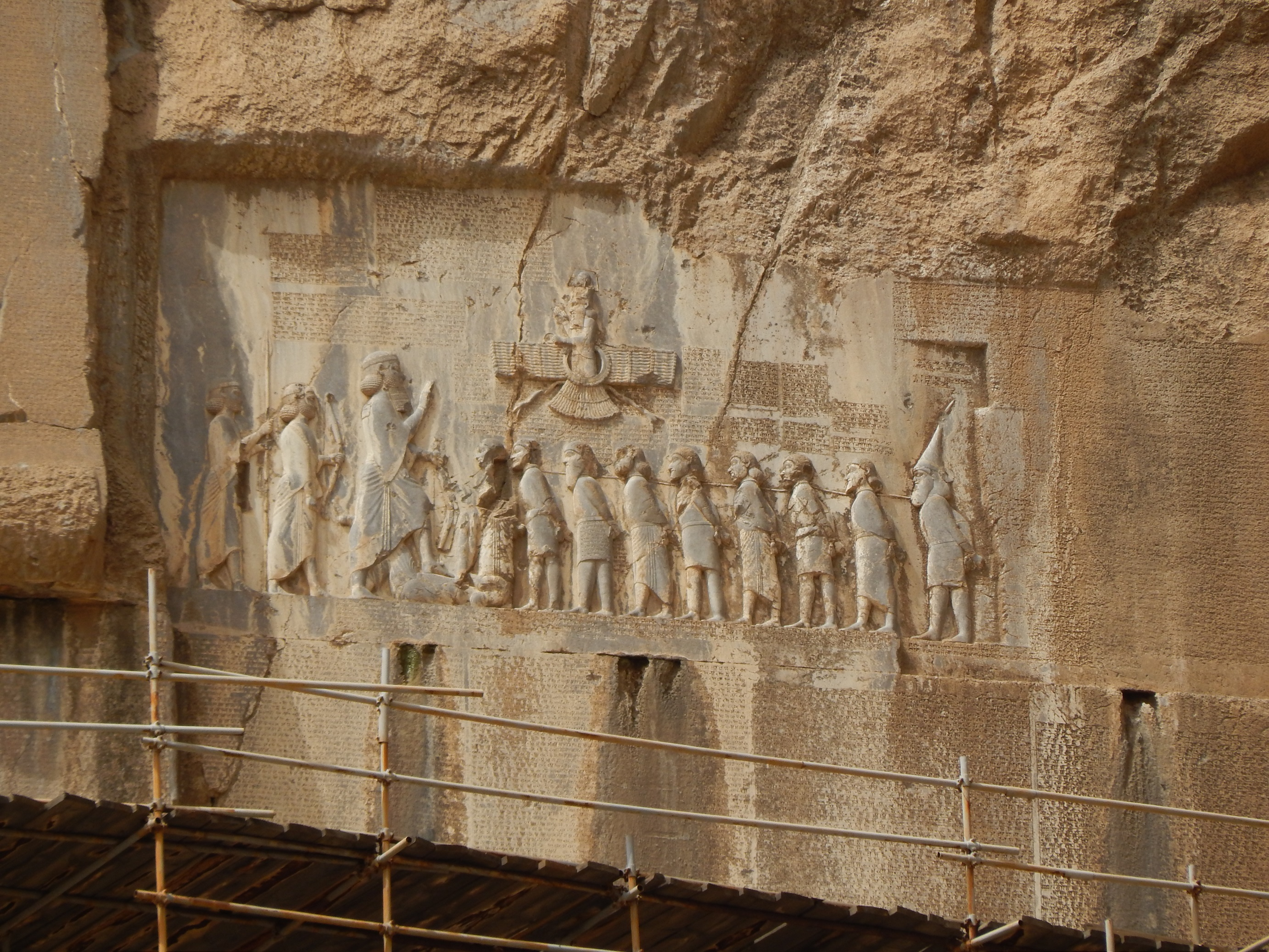
La Inscripción de Behistun

### Administración y Milicia

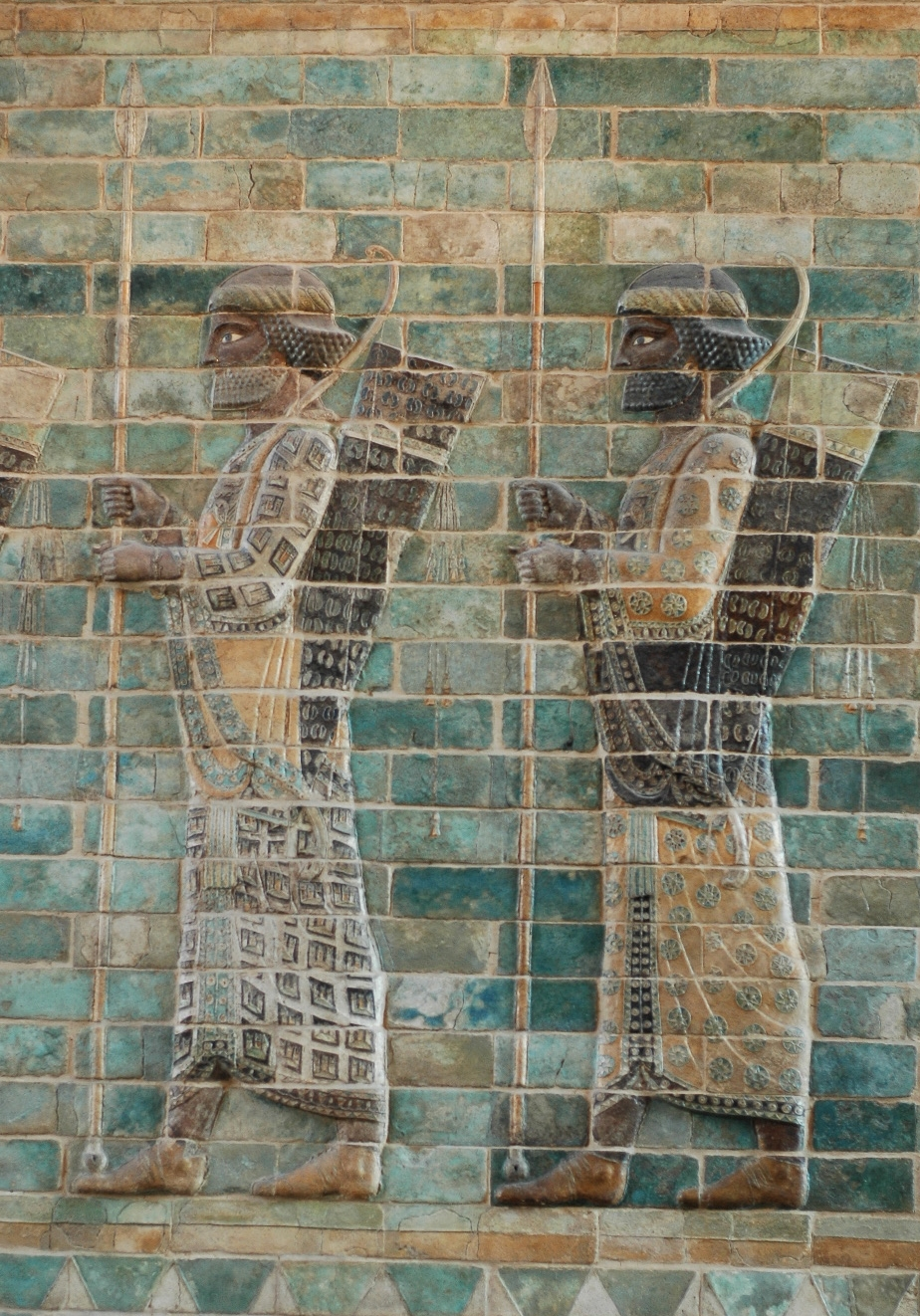
Guerreros persas con arco y flechas, relieve mural en el palacio de Darío.

### Economía y sociedad

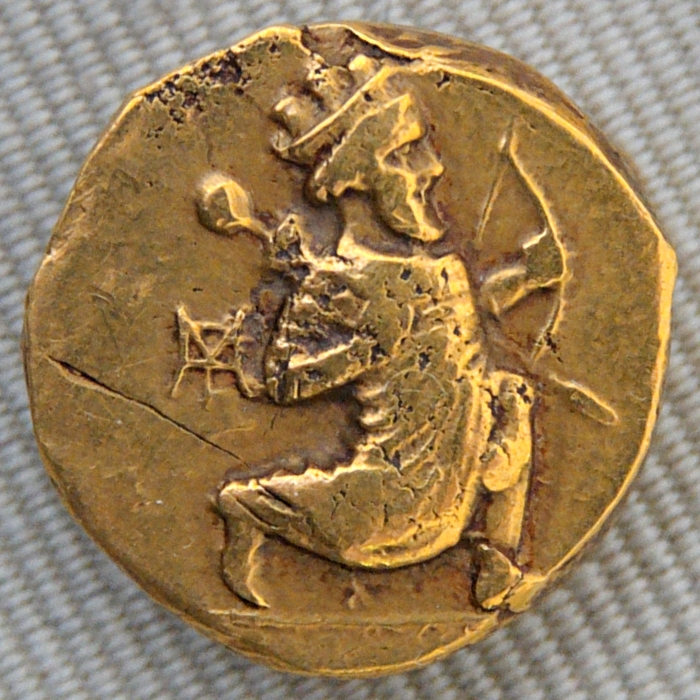
Anverso de un dárico doble, 330-300 a. C.

## Política exterior

El imperio persa hacia el 500 a. C.

### Desarrollo artístico y arquitectónico bajo su reinado

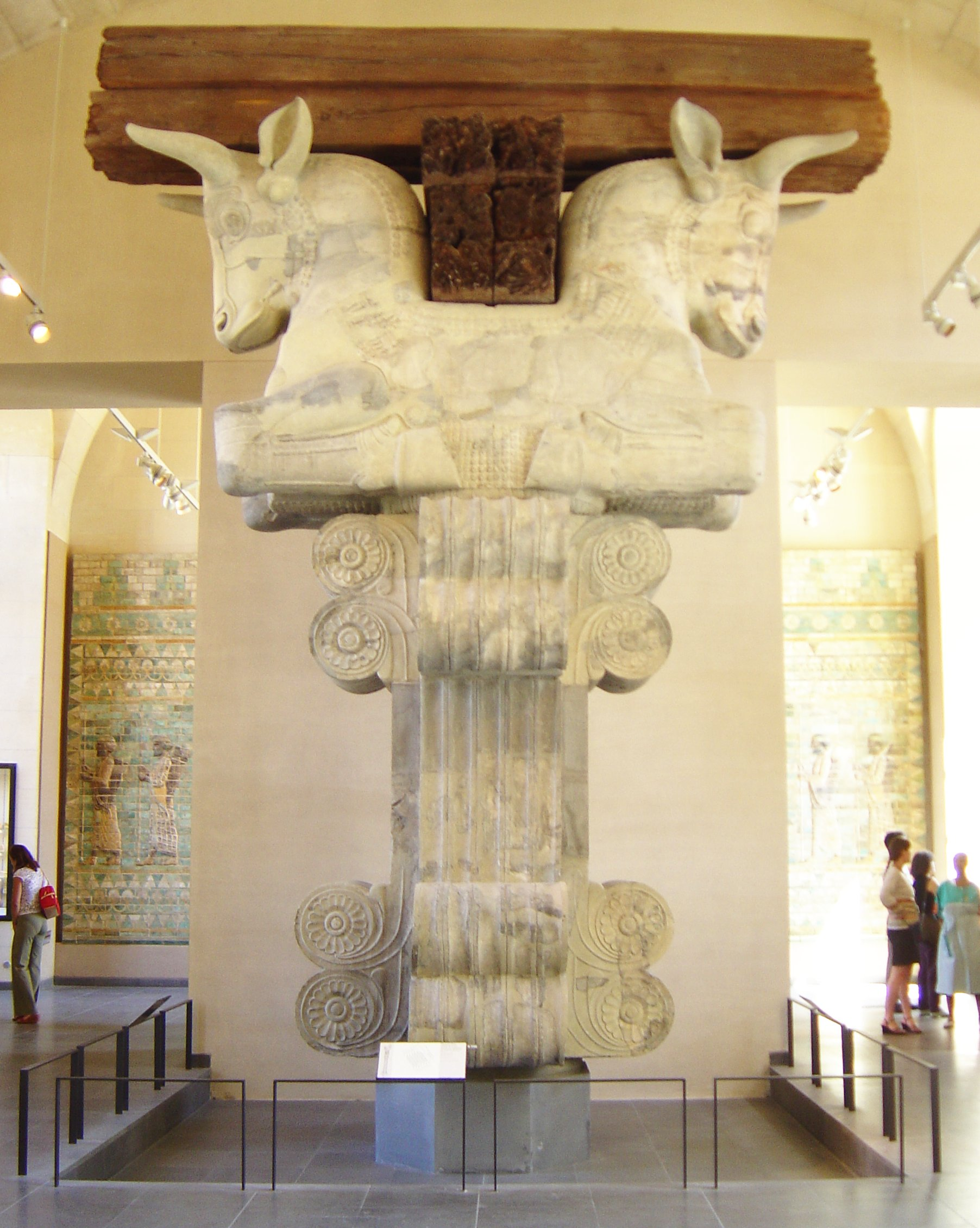
Capitel de Susa, hoy en el museo parisino Louvre.

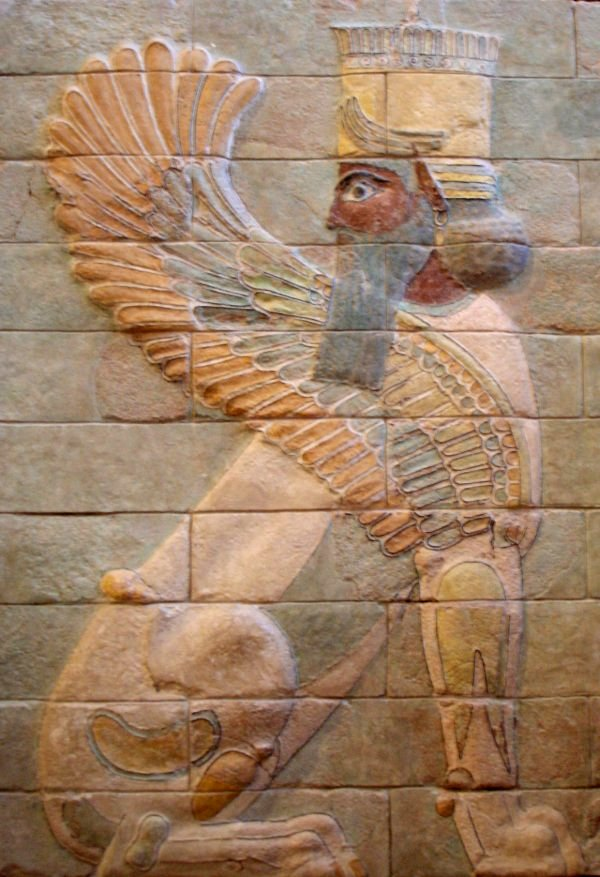
Relieve de una esfinge alada de teja vidriada proveniente del palacio en Susa.

### Antiguo Egipto

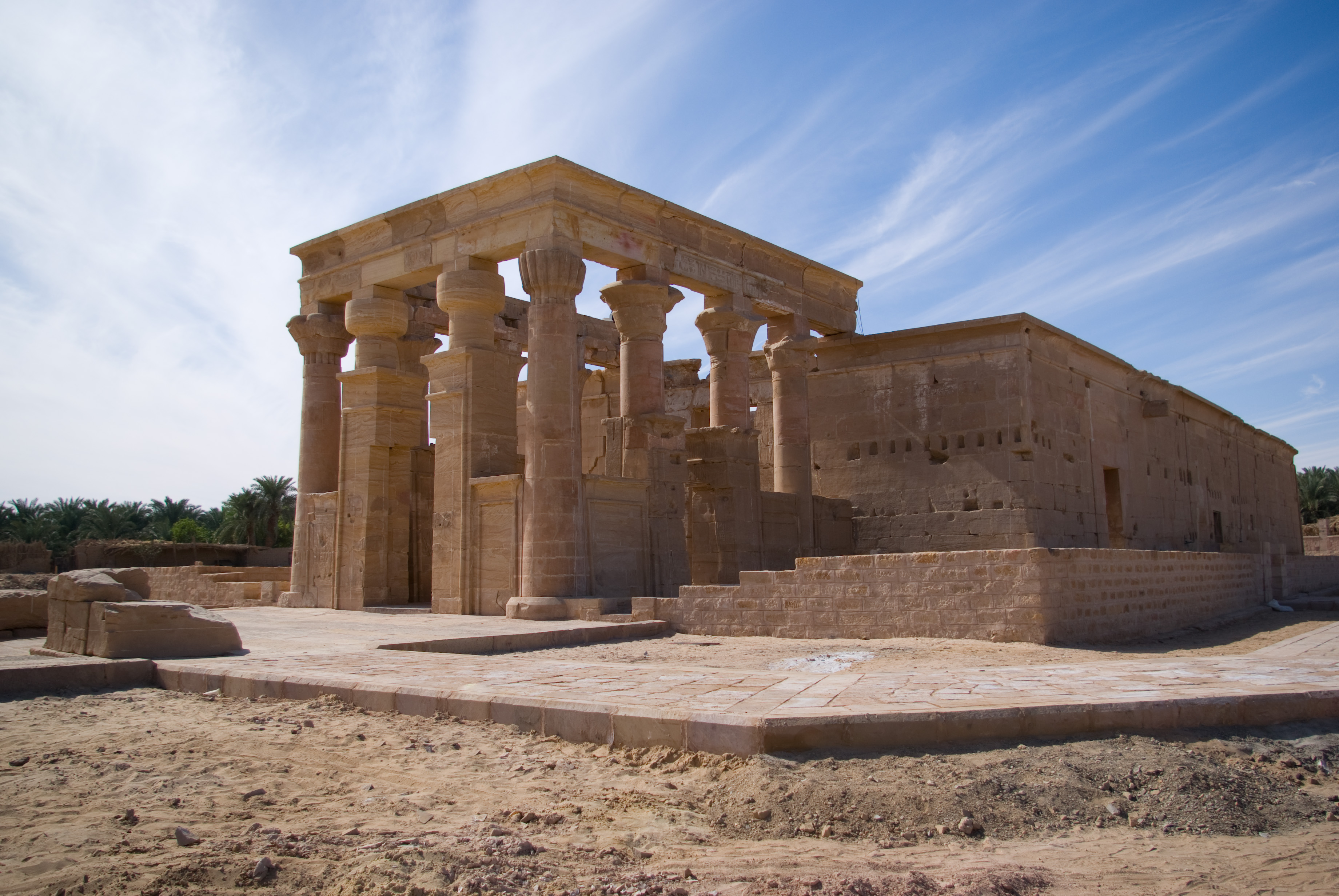
Templo de Hibis.

## Muerte

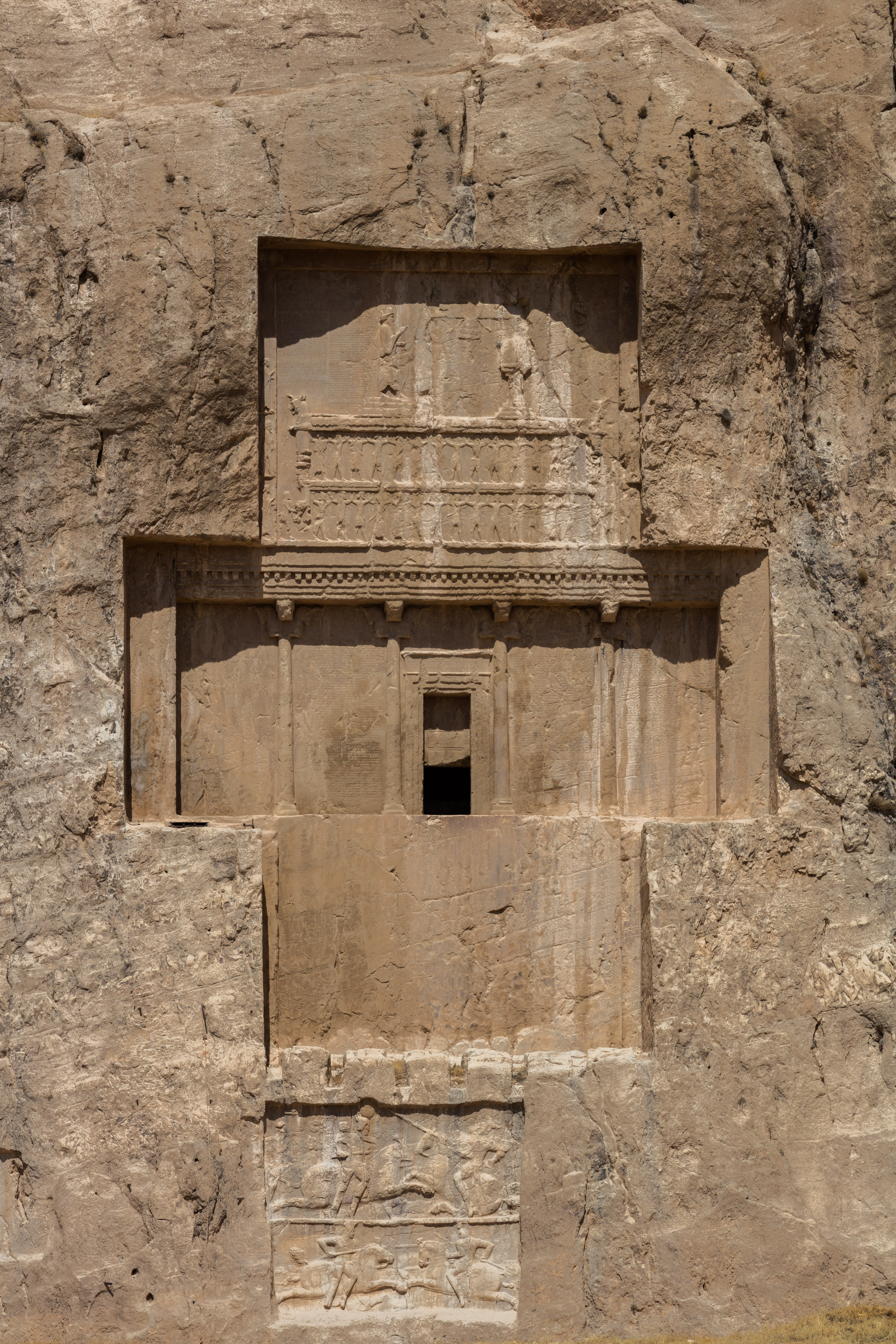
Una de las tumbas reales de Naqsh-e Rostam.

## Árbol genealógico

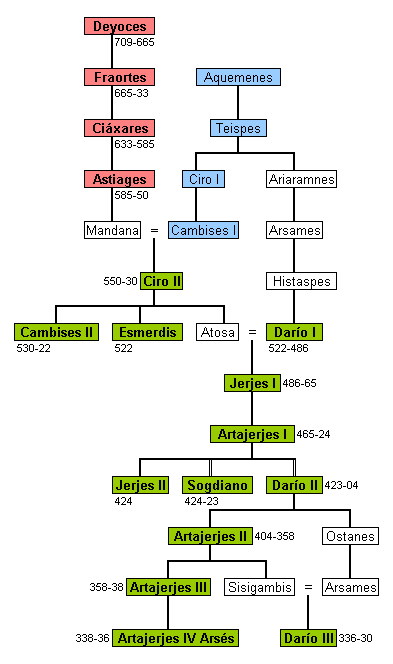
En rojo, los reyes de Media. En azul, los aqueménidas de Anshan y en verde, los de Persia. Los reyes aqueménidas de Anshan eran sub-reyes, sometidos a la autoridad de los reyes de Media.